# Hińczowy Śnieżnik

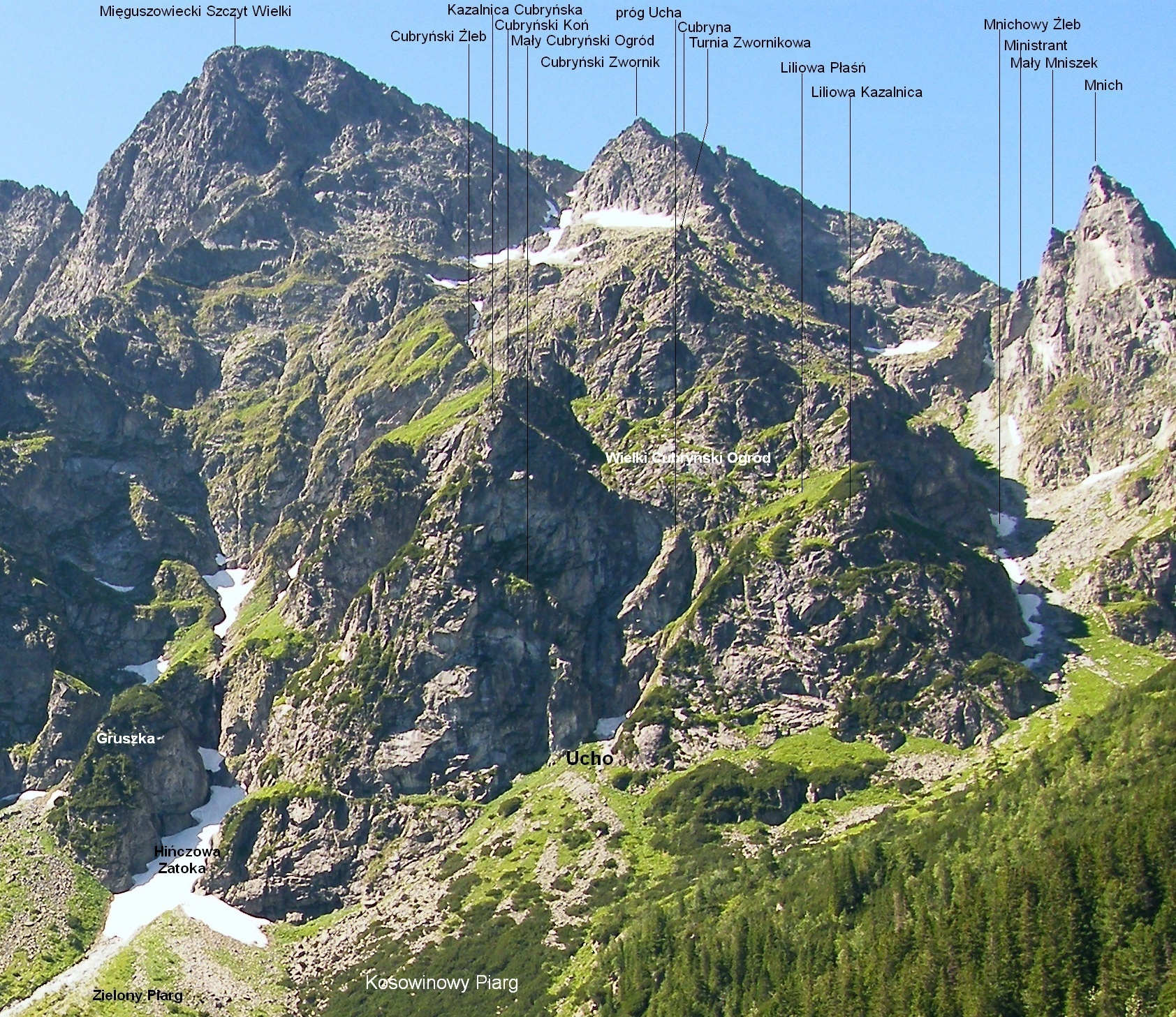
Hińczowy Śnieżnik widoczny w Hińczowej Zatoce

Hińczowy Śnieżnik (słow. Hincovo snehové pole, niem. Hinzenschneefeld, węg. Hincói-hómező) – śnieżnik nad Morskim Okiem w Tatrach Polskich. Znajduje się w Hińczowej Zatoce powyżej górnej części Zielonego Piargu. Ma tu wylot wielki Cubryński Żleb opadający spod Hińczowej Przełęczy. Spada nim duża ilość śniegu lawinowego tworząc lawinisko o miąższości do 30 m. Stałe zaciemnienie utrudnia jego topnienie, wskutek czego część śniegu utrzymuje się tutaj przez cały rok.
Nazwę śnieżnika wprowadził Władysław Cywiński w 8 tomie przewodnika „Tatry”. 
W Polsce śnieżnikami są jeszcze Lodowczyk Mięguszowiecki, Cubryński Śnieżnik i śnieżnik na piargach ponad Czarnym Stawem pod Rysami. Żaden z nich jednak nie jest lodowczykiem.